# Mégapode de Geelvink
Megapodius geelvinkianus
Espèce
Statut de conservation UICN

 NT B1b(iii); C2a(i) : Quasi menacé
Le Mégapode de Geelvink (Megapodius geelvinkianus), anciennement connu en tant que Mégapode de Biak, est une espèce d'oiseaux de la famille Megapodiidae.
On ne le trouve qu'en Nouvelle-Guinée occidentale, en Indonésie.
Il vit dans les forêts humides subtropicales ou tropicales de plaine et les zones de broussailles humides subtropicales ou tropicales.
Il est menacé par la perte de son habitat.